# Crise econômica

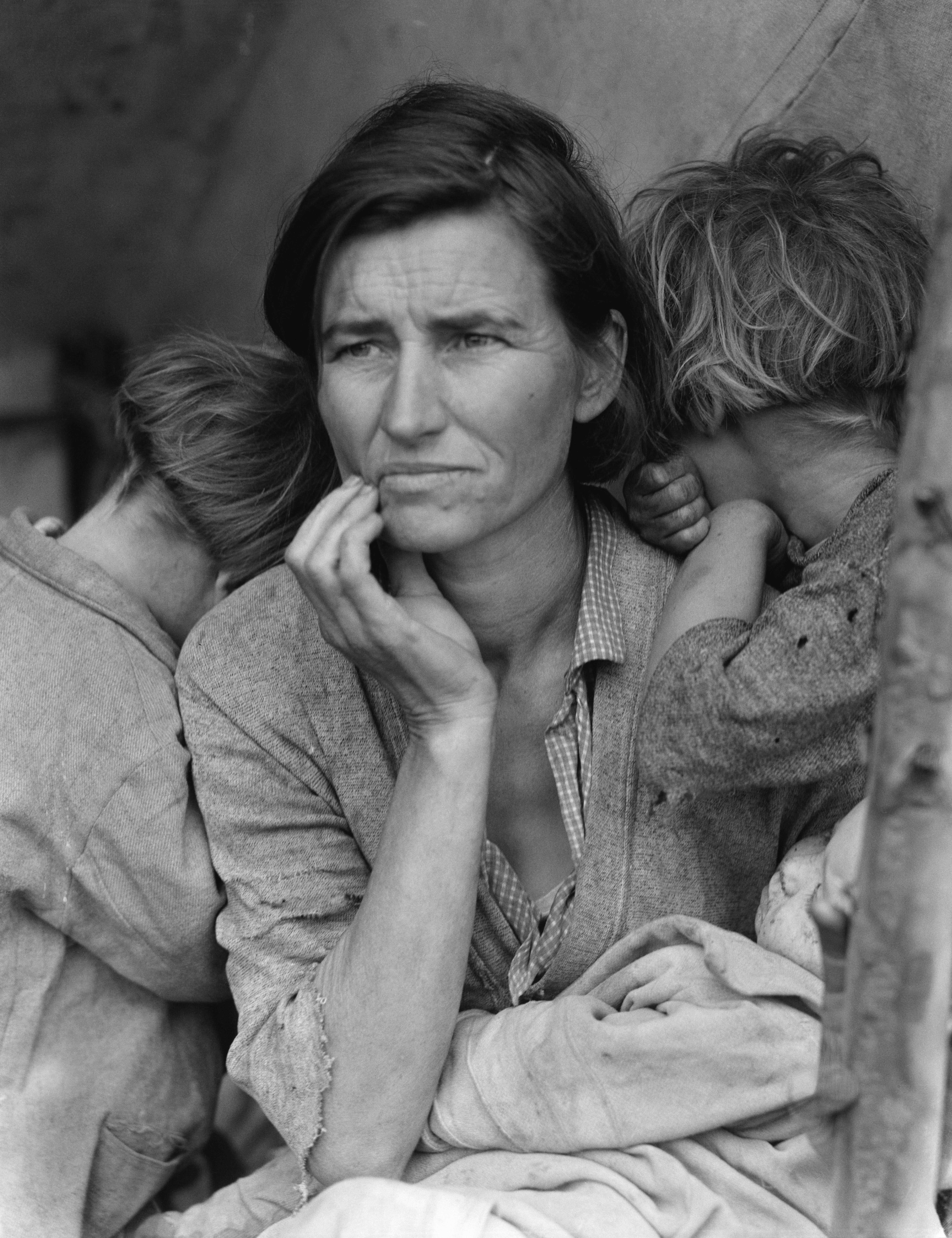
Uma das fotos estadunidenses mais famosas da década de 1930, mostrando Florence Owens Thompson, mãe de sete crianças, de 32 anos de idade, em Nipono, Califórnia, março de 1936, em busca de um emprego ou de ajuda social para sustentar sua família durante a Grande Depressão

Uma crise econômica é um período de escassez do nível de produção, da comercialização e do consumo de produtos e serviços. A economia é cíclica, ou seja, combina etapas de expansão (ou crescimento) com fases de contração (ou estagnação). Essa sucessão de flutuações compõe os chamados ciclos econômicos. No caso das crises econômicas, o contexto é negativo, abrangendo cenários de recessão e depressão

## Características de uma crise econômica
Algumas das possíveis características de uma crise econômica são:
- Recessão – uma fase de retração geral na atividade econômica por um certo período de tempo, com queda no nível da produção (medida pelo produto interno bruto), e tem como consequência o aumento do desemprego, queda na renda familiar, redução da taxa de lucro, aumento do número de falências e concordatas, aumento da capacidade ociosa e queda do nível de investimento.[2][3][4][5].
  - Recessão técnica – um crescimento econômico negativo por dois trimestres consecutivos, conforme definição de economistas.[6]
- Depressão – uma prolongada recessão, de três ou quatro anos. Se trata de uma crise mais profunda e duradoura.[7]

## Crises globais notáveis
- Grande Depressão (1929)
- Grande Recessão (2007-2008)
- Crise do Petróleo

## Crises locais relevantes
- Crise econômica do México de 1994
- Crise asiática de 1997
- Crise russa de 1998
- Crise econômica da Argentina
- Crise econômica sul-americana de 2002
- Crise da dívida pública da Zona Euro
- Crise na Venezuela desde 2013

### No Brasil

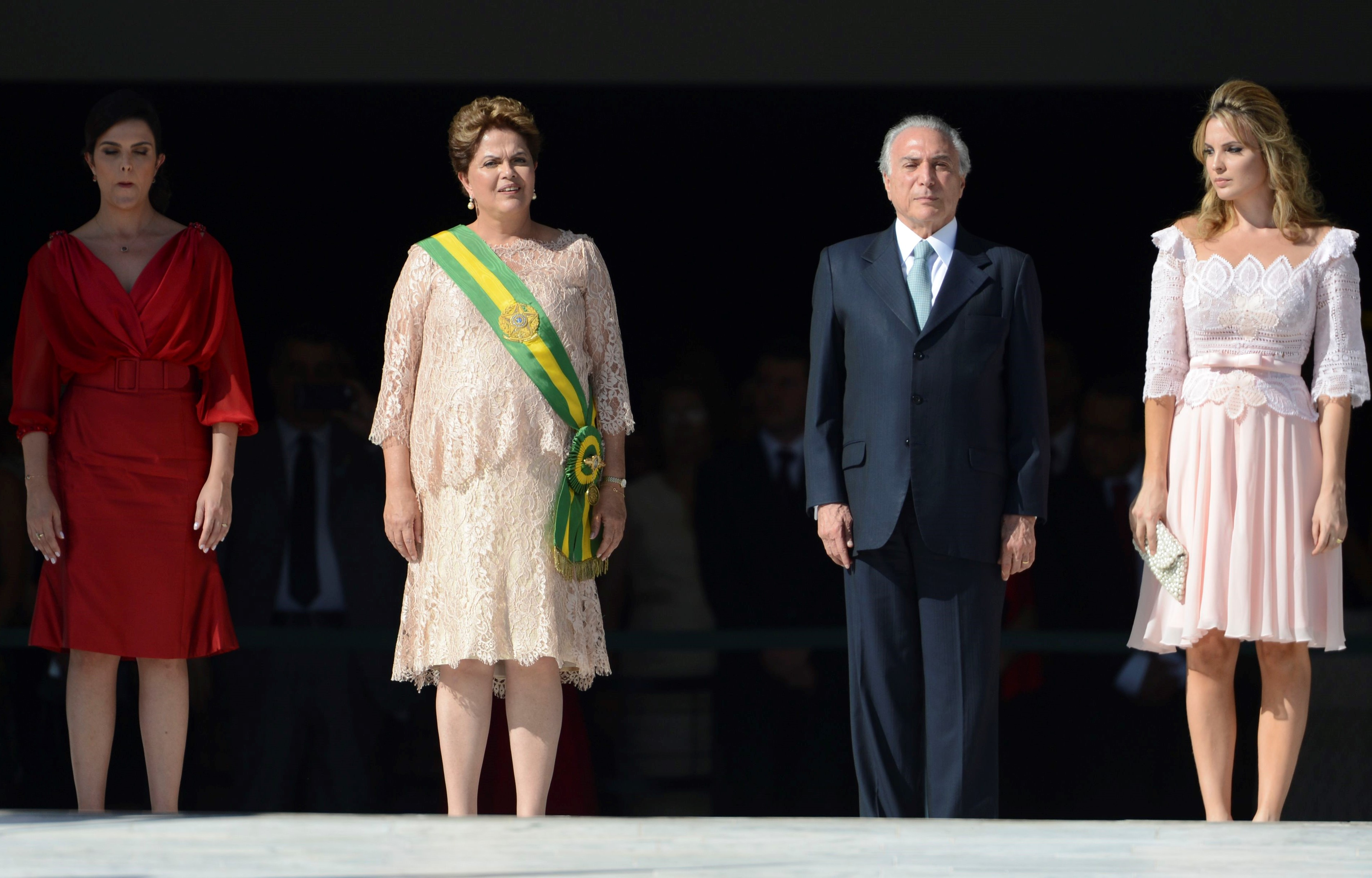
Dilma Rousseff (com a faixa presidencial) em sua posse ao lado de seu vice, Michel Temer. No final do governo Dilma teve início a crise econômica de 2014

- Encilhamento – bolha econômica  (bolha de crédito) que ocorreu no Brasil, entre o final da Monarquia e início da República, e estourou durante o governo provisório de Deodoro da Fonseca (1889-1892), desencadeando então uma crise[8].
- Década perdida – crise vivida pela maioria dos países da América Latina durante a década de 80 do Século XX que se intensificou no Brasil e teve fim em 1994, a partir da implantação do Plano Real, no governo do presidente Itamar Franco.[9]
- Desvalorização do real em 1999 – crise originada por problemas estruturais para a administração do Plano Real no segundo mandato do presidente Fernando Henrique Cardoso que provocou a quebra de bancos e um período de estagnação econômica que só foi revertido a partir de 2004, já no primeiro mandato do presidente Luiz Inácio Lula da Silva.
- Crise econômica brasileira de 2014 – crise iniciada no segundo mandato da presidente Governo Dilma Rousseff e que se estende até o governo atual.

### Em Portugal
- Crise financeira em Portugal de 2010–2014